# Trivago
A Trivago (logójának írásmódja: trivago) egy szálláshelyekre specializálódott utazási metakereső, amely  több mint 1 millió szálláshely (szállodák, hostelek, panziók, apartmanok) árait hasonlítja össze több mint 200 foglalási oldalról (pl. Expedia, Booking.com, Hotels.com). A legfrissebb adatok szerint az oldalt évente 1,4 milliárd ember látogatja.

## A cég

### Története
A Trivago német cég, amelynek ötlete 2004-ben született meg, majd a weboldal 2005-ben indult. A német platform után 2007-ben egy, majdnem egész Európát lefedő terjeszkedés következett, majd 2009-ben az első Európán kívüli platformok is elindultak Észak- és Dél-Amerikában. A magyar honlap 2012 júliusában, míg a hozzátartozó közösség 2012 augusztusában indult, 2013-ra pedig a Trivago elérte Ázsia, illetve a Csendes-óceán térségét. Mára a cég világszerte több mint 55 platformot üzemeltet 33 különböző nyelven.

### Vezetőség
Rolf Schromgens - Termék, marketing & nemzetközi Terjeszkedés
Malte Siewert - Értékesítés, pénzügy & üzletfejlesztés
Peter Vinnemeier – Technológia

## Működése
Amikor a felhasználó beállítja keresési feltételeit (például úti célt, árat, vagy a szálláshely kategóriáját, értékelését), a trivago keresőrobotjai átfésülik a foglalási oldalak ajánlatait és megjelenítenek egy elfogulatlan listát a keresési feltételeknek megfelelő ajánlatokból. Amikor a látogató rákattint egy ajánlatra, a trivago átirányítja az adott foglalási oldalra, ahol befejezheti a foglalást. A weboldal nyeresége kattintás alapú (CPC - cost per click), így a látogatók számára a hozzáférés teljesen ingyenes.

## Termékek és szolgáltatások

### Szállásár-összehasonlító
A trivago elsődleges kereső funkciója a különböző foglalási oldalak szállás ajánlatainak összehasonlítása. A látogató a város, régió, ország, vagy éppen egy turisztikai látnivaló, valamint az utazás dátumának és a szoba típusának megadásával kezdi a keresést. Ezt követően a felhasználónak lehetősége van a keresés szűkítésére például az elérhető szolgáltatásokra, környékbeli sportolási lehetőségekre, vagy üzleti ajánlatokra vonatkozó szűrő beállításokkal. Emellett, amennyiben elérhető, olyan szűrők is választhatók mint a WiFi, wellness, strand, vagy a medence. A távolság szűrő használatával a szálláshelyek listája könnyedén szűkíthető az ideális szálláshely városközponttól, vagy akár egy látnivalótól számított elhelyezkedése alapján. Amennyiben a kiválasztott célpont egy kis város, vagy üdülőfalu, ahol csak kevés szálláshely áll rendelkezésre, a trivago keresője a környéken elérhető alternatív ajánlatokat is megjeleníti. Az ideális ajánlat kiválasztása után a választott foglalási oldalon a felhasználónak lehetősége nyílik még egyszer áttekinteni és véglegesíteni foglalását.

### trivago Hotel Manager[3]
A trivago Hotel Manager a szálláshely-tulajdonosok ingyenes platformja, mely online jelenlétük kezelésére szolgál a trivagon. Ellátva őket azon eszközökkel és tanácsokkal, melyek elengedhetetlenek egy tetszetős online profil létrehozásához, segít, hogy fejlesszék szálláshelyük értékelését és láthatóságát a trivagon, így fellendítve a foglalások számát.

### trivago Közösség[4]
A trivago az utazók kiterjedt nemzetközi közösségére támaszkodva találja meg és frissíti átfogó, szálláshelyekkel kapcsolatos információs adatbázisát, például fotókat, leírásokat.

### trivago Hotel Test[5]
A trivago Hotel Test egyelőre Németországban, Nagy-Britanniában, Írországban, Spanyolországban és Olaszországban elérhető. Ez egy átfogó, standardizált felmérés, melyet szállóvendégek töltenek ki, hogy friss és elfogulatlan szálláshely értékelések szülessenek. A résztvevők kitöltenek egy részletes felmérést a szálláshelyről, annak előnyeiről, illetve saját tapasztalataikról, aminek az eredményeit összesítve létrejön egy elemzés a szálláshely teljesítményéről. A trivago a vendégek értékeléseit arra használja, hogy azonosítsa a szállások erősségeit és gyengeségeit.

### trivago Hotel Price Index[6]
A trivago Hotel Price Index (tHPI) a cég saját szállás árindexe, amely havonta kerül publikálásra és előrejelzi a nagyobb európai, észak-amerikai, dél-amerikai és ázsiai városok átlagos szállás árait egy éjszakára, két főre vonatkozóan.

## Díjai, elismerései
- Travel Industry Club – Online Manager 2010 – 3. helyezett – Malte Siewert[7]
- START AWARD NRW 2009 – Az „Innovative Start-Up” kategóriában jelölve[8]
- Travel Industry Club Award 2009 – A legjobb 10 között „Best Practice Award”[9]
- Travolution Awards 2009 – The Shortlist „Best Travel Information Website”[10]
- Red Herring Award – Red Herring díj nyertese 2008-ban[11]
- Europa Innova, Az Európai Bizottság kezdeményezése - Az Európai Unió Vállalkozási Főigazgatóság, Europe INNOVA, hálózata példaértékűnek nevezte a trivago GmbH munkáját, amit a turizmus minőségének fejlesztéséért, valamint a helyi munkaerő fejlesztéséért és támogatásáért tesz.[12]

## Külső hivatkozások
Hivatalos weboldal